# 尼泊尔宪法
《尼泊尔宪法》是尼泊尔联邦民主共和国的现行宪法。《宪法》分为35个部分、308个条款和9个附表，于2015年9月20日正式生效。
这部宪法规定，尼泊尔是一个独立、不可分割、主权、世俗、包容、民主、以社会主义为导向的联邦民主共和制国家。

## 制宪过程

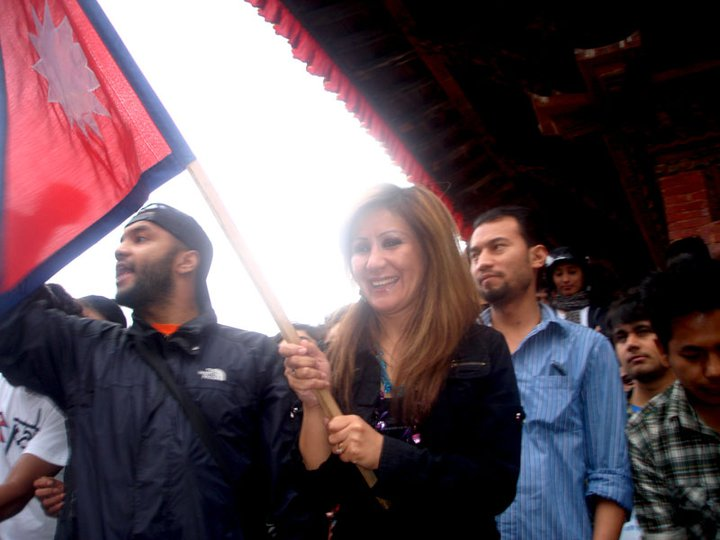
歌手阿巴亚·苏巴（中）参与抗议尼泊尔宪法的起草过程的游行

### 准备阶段
临时宪法规定设立一个制宪会议用于制订一个长期性的尼泊尔新宪法。

### 制宪会议
2008年4月25日下午，尼泊尔选举委员会公布选举结果后，在参加投票的564名制宪会议代表中，有560人投票赞成、4人投票反对，通过了尼泊尔废除帝制建立共和的决议。5月28日，尼泊尔制宪会议第一次全体会议通过了临时政府提出的议案，宣布尼泊尔为联邦民主共和国。11月14日，尼泊尔制宪会议召开会议通过制宪会议章程的程序法案，即制宪会议承担宪法制订机构和议会两个职能，启动了尼泊尔联邦民主共和国的新宪法制订程序。根据法案，尼泊尔制宪会议将成立14个委员会，其中包括宪法委员会、10个专项委员会和3个程序委员会，且宪法条款须逐条得到三分之二以上制宪会议代表的支持。同月16日，尼泊尔制宪会议一致通过宪法起草工作日程议案并启动制订新宪法。根据日程：制宪会议须在2008年12月中旬前成立14个与宪法制订相关的委员会；各专项委员会须在2009年5月前提交概念草案供审议；制宪会议须在其两年任期届满的2010年5月28日之前制订宪法；制宪会议宪法委员会须在2009年9月17日至30日间完成宪法草案终稿并予以公布；3个程序委员会之一的公共意见收集与协调委员会在随后11个星期内收集各方反馈，并在2010年1月提交制宪会议讨论；制宪会议议长须须在2010年5月28日把通过审议的宪法决议案提交总统，由总统宣布尼泊尔联邦民主共和国新宪法颁布实施。
2010年5月28日，制宪会议三大政党签署协议延长制宪会议一年任期，制宪会议通过政府提出的延期的宪法修正案。7月15日，三大政党讨论新的制宪时间表，并由制宪会议通过临时宪法修正案新的制宪时间表：制宪委员会于2010年11月17日之前完成宪法草案的初稿，2011年4月中旬完成制订新宪法的所有工作。在制宪会议第一大党领导人领导的高级别特别工作组的努力下，新宪法草案中210个问题中的半数以上得到解决，但联邦机构等问题没有得到解决。后因2010年6月30日联邦总理再度辞职，导致各党派长时间忙于选举总理，无暇顾及新宪法制订工作加之分歧较大，导致17日前未能完成初稿，进而导致2011年5月28日前无法颁布宪法。
2011年5月25日，制宪会议因分歧推迟一年公布，尼泊尔最高法院裁定，临时宪法的延期无效。制宪会议的解散，尼泊尔将成为“无宪政府”。28号晚上，由于三大政党在宪法起草、联合执政、武装力量整编等重大问题上分歧较大，尼泊尔三个主要政党经过长达11个小时的“马拉松式”磋商，同意将制宪会议延长3个月，并在3个月内完成和平进程的基本任务，准备新宪法草案第一稿。同月29日，四大政党达成协议将任期再度延长3个月，并规定这段时间内完成宪法草案的初稿。同年8月29日，制宪会议通过临时宪法修正案再度延长3个月任期。11月29日，制宪会议通过临时宪法修正案再度延长6个月任期。
2012年5月22日，四大政党讨论再度延长3个月任期的议案，24日，尼泊尔最高法院否决临时政府的提案。26日中午，尼泊尔制宪会议召开紧急会议，希望在27日任期到期前达成共识，经过7个小时的马拉松会议后，仍没有取得任何结果。而此次延期的主要原因是制宪会议政党依据主张出现两个派别，一派是以制宪会议第一大党主张根据民族一致性将全国划分为10个邦，每个邦都将只有一个民族；另一派是以制宪会议第二大党为首主张要采取多民族和多文化共存政策，将全国划分为8个邦。此前尼泊尔高等法院就宣布27号将是制宪会议任期的截止日，并且将不能被再次延期。同日，总统召见各党派领导人协商，显然没收到任何成果。27日夜，联邦总理宣布制宪会议解散并计划2012年11月22日选举新一届制宪会议，而尼泊尔处于法律真空状态。。29日，总统宣布因临时宪法规定而自动解职的临时政府联邦总理以看守政府联邦总理身份继续自己的职责。11月20日，看守政府宣布因各政党未达成共识计划选举推迟至2013年5月27日。
2013年3月14日，原制宪会议第一大党领导人提议的尼泊尔最高法院首席大法官就任临时政府联邦总理并兼任临时选举委员会主席。21日，临时选举委员会组成人员获得临时选举委员会主席提名，24日获得总统任命。6月14日，政府在各党派协商讨论下，最终确定11月19日举行选举并通过了选举法案的草案。在制宪早期，各党派将制宪进程、制宪会议第一大党的武装力量为主的军队整编以及要求取消制宪会议第一大党巨大进步的土地改革成果等主要问题捆绑解决；在制宪后期，各党派就行政区划以及联邦结构等问题混合到一起解决，各党派间有关行政区划分歧的深层原因还是在于对政治利益分割的不满，进而影响到各派在未来的政治格局中的利益。11月19日，政治领导人承诺在一年内完成起草新宪法的工作。
第一届制宪会议未能成功制定新宪法，第二届制宪会议继续完成制宪工作。2014年1月22日，第二届制宪会议第一次会议于召开，新一届制宪会议明确承诺新宪法将于2015年1月22日颁布，由于行政体系、司法体系、联邦制在内的关键问题仍存在分歧以及各种数量、名称、地区等问题仍然存在，宪法不能最终确定和颁布。同年8月8日尼泊尔各政党签署新协议，推动制宪开始有了新的进展。

### 颁布
2015年9月16日晚，制宪会议以507票支持25票反对66票弃权(未列席，其中包括马德西人没有进行投票)的压倒性票数表决通过了新宪法草案，同月20日，尼泊尔总统拉姆·亚达夫宣布实施新宪法。

## 修宪过程

### 第一修正案
2015年12月26日，尼泊尔立法议会表决以461票支持7票反对129票弃权通过了第一修正案，其中马德西人的政党拒绝出席抗议投票。第一修正案内容：增加少数民族马德西人在议会中的席位，设定相应条款确保这一族群在选举中的权益。

### 第二修正案
2019年11月，印度发布新版的印度地图，将与尼泊尔有争议的卡拉帕尼、林比亚杜拉、里普列克等地区全部作为自己的正式领土，这引来了尼泊尔的强烈不满。2020年5月31日，尼泊尔政府向众议院提交审议，旨在将包括西部卡拉帕尼、里普列克、林比亚杜拉三个地区在内的新疆域图以法律的形势固定下来，并在各类国家徽章中使用新的全国版图形状。2021年6月13日傍晚，在尼泊尔主动与印度协商领土争议问题遭到新德里的冷待后，尼泊尔国会下院以258票支持、0票反对、17票弃权或未出席通过了宪法修正案，所有尼泊尔政党及无党籍议员均同意该法案。第二修正案内容：认可政府颁布的新疆域图，并将其纳入国家各类徽章中。
重新确定该国地图，其中包括目前印度所控制的北阿坎德的利普列赫山口，以及林皮亚杜拉和卡拉帕尼的高度战略地区。

## 内容
宪法在很大程度上是以性别中立的术语写的。宪法的一些重要方面包括以下几点:
- 尼泊尔宪法将尼泊尔改制为联邦共和国。宪法将全国划分为七个省，完成了尼泊尔从君主立宪到共和制的转变，从单一制到联邦制的过渡。
- 国会由两个院构成和各省由一院制议会制定。
- 联邦下院的选举采用了混合选举制度，通过选举成员选举和选举比例方面的选举。
- 性别和性少数的权利受新宪法的保护，具有特殊法律的规定保护，赋权和发展少数群体，并允许他们取得所选性别的公民身份。
- 妇女的权利得到明确保护，宪法规定“妇女应有平等的权利，不得有任何性别的歧视”。
- 强迫从一个宗教到另一个宗教转变的行为被禁止，并且破坏或危害另一个宗教的行为被禁止。同时，宪法宣布国家对所有宗教都是世俗和中立的。
- 尼泊尔继续保持废除死刑的制度。死刑已于1990年尼泊尔王国宪法颁布之后废除。

### 前言
我们尼泊尔的主权在于我们的人民，
在内化人民的主权和自治权和自治权的同时
国家的自由、主权、领土完整、民族团结和独立和维护尼泊尔的尊严。
回顾历史，尼泊尔人民运动的辉煌历史和历史上的武装冲突，
尼泊尔人有时为了利益而作出的奉献和牺牲
民族和进步的变化，我们应该尊重烈士和民族
保护失踪和受害者公民，
消除封建主义所造成的一切形式的歧视和压迫，
废黜专制，集权，统一的治理体系，
保护和促进社会和文化团结，宽容与和谐，以及
通过承认多种族，多语言，多宗教，
多元文化和多元化的地域特色，致力于构建平等
社会以比例包容性和参与性原则为基础建立起来的
确保经济平等，繁荣和社会正义，消除歧视
根据阶级，种姓，地区，语言，宗教和性别以及所有形式的种姓制度，
基于不可接触性，和坚持以民主规范和价值观为基础的社会主义
人民群众有竞争力的多党制民主治理制度，公民自由，
基本权利，人权，成人专营权，定期选举，充分自由
新闻界以及独立，公正和有能力的司法和统治观念
建立繁荣的国家，特此通过立宪会议通过并颁布本宪法，
以实现可持续和平，善政，发展的愿望
并通过联邦，民主，共和制度的治理体系达成国家的繁荣。

### 公民国籍识别
以下为识别的条件 (来源于2015年尼泊尔宪法第11部分第2部分复制而来) ：
(1) 在本宪法生效之日获得尼泊尔公民资格的人员和根据本部分有资格获得尼泊尔公民资格的人员应被视为尼泊尔公民。
(2) 以下在尼泊尔永久居住的人应当被视为尼泊尔公民的血统:
(a) 在本宪法生效之前已经获得尼泊尔国籍的人士
(b) 任何人的父亲或母亲是尼泊尔公民的人.
(3) 在本宪法生效之前已经获得尼泊尔国籍的公民的子女，如果他/她的父亲和母亲都是尼泊尔公民，则在其达到年龄时有权获得尼泊尔国籍 多数。
(4) 尼泊尔境内发现的每一个在尼泊尔的父权和生育下落不明的儿童，直到追查到母亲或者父亲为止，都应当被认定为尼泊尔公民。
(5) 尼泊尔公民母亲所生，在尼泊尔居住但其父亲未被追查的人，应通过血统授予尼泊尔公民身份。但是如果他/她的父亲被认定是外国人，那么根据联邦法律，这样的人的公民身份将被转换为入籍国籍。
(6) 如果一名外国妇女与尼泊尔公民结婚，则她可以按照联邦法律的规定获得尼泊尔的归化公民资格。
(7) 尽管本条其他条款另有规定，如果尼泊尔女性公民与尼泊尔公民结婚，尼泊尔公民如果拥有永久居住地，则可以按照联邦法律的规定取得尼泊尔籍的国籍。 尼泊尔，他/她还没有获得外国公民身份。假如他/她的父母在获得国籍时是尼泊尔公民，他/她如果出生在尼泊尔，则可能以血统获得国籍。
(8) 除本条规定外，尼泊尔政府可根据联邦法律授予尼泊尔的入籍国籍。
(9) 根据联邦法律，尼泊尔政府可以授予荣誉公民身份。
(10) 如果任何地区通过合并并入尼泊尔，在该地区居住的人应为符合联邦法律的尼泊尔公民。

## 历史宪法
在宪法发展的六十八年历史上，尼泊尔在不同时期经历了七种不同的宪法。尼泊尔以前的宪法分别是在1948年、1951年、1959年、1962年、1990年和2007年制定的。

### 尼泊尔政府法案（1948年）
尼泊尔政府于1948年颁布。自十九世纪中叶以来，这个国家就是君主制，受英国支持的拉纳家族控制着国家的事务。1948年的法案介绍了有限的民主因素，但由于拉纳家族对放弃权力的疑虑，实验并不成功。

### 尼泊尔临时政府法案（1951年）
1951年尼泊尔临时政府法案是在1951年革命结束了拉纳统治后颁布的。法案加强了国王的权威，并进行了相关的改革，如最高法院的设立和国家追求的基本权利和社会经济目标的包容。

### 尼泊尔王国宪法（1959年）
1959年尼泊尔王国的宪法遵循了前面提到的临时文本，在宪法实行后，尼泊尔举行了历史上的第一次大选，并由获胜的政党领袖组成第一届民选政府。有意思的是，尽管建立了两院制议会，但国王继续拥有重要的权力，例如在某些情况下国王可以任命参议院一半议员和暂停议会的特权。

### 尼泊尔宪法（1962年）
民主实验是短命的，1960年12月15日国王马亨德拉改弦更张，以政府未能给国家带来稳定和进步为由解散议会和内阁，1961年1月宣布禁止一切政党活动逮捕政党领袖。1962年12月16日颁布的新宪法规定：“尼泊尔是一个独立、不可分割和拥有主权之印度教君主国。”；规定国王是最高统治者，拥有主权，有权任命首相和大臣会议，政府的行政权力由国王直接行使或通过他的大臣行使。该宪法禁止一切政党活动，引进了南亚地方政府最古老的制度，由五名当地长老乡绅组成的集会用于处理村内的纠纷，国王比1959年的政权行使更多的权力，并可以修改宪法或宣布国家进入紧急状态。

### 尼泊尔王国宪法（1990年）
1990年，首次人民运动爆发将多党民主带回尼泊尔。 1990年(维克拉姆历2047年)11月9日尼泊尔王国宪法解除了对政党的禁令，表明国王权威被削减的民主代表制度形成，并且规定了民主基本权利。尽管1990年的宪法大大增加了国家民主性质，批评者认为这个宪法始终无法充分代表社会的方方面面，尽管尼泊尔是一个不同的社会群体共存的多元文化的国家。

### 尼泊尔临时宪法（2007年）
2005年11月，尼泊尔反对党七党联盟和尼泊尔共产党（毛主义）秘密签署十二点共识终结了国王的亲政。2006年4月21日，国王贾南德拉宣布“还政于民”。2006年6月16日，尼泊尔政府与尼共（毛主义）达成协议尽快起草临时宪法，组成尼泊尔临时宪法起草委员会、临时政府并宣布制宪会议选举日期，原本15日就可完成的临时宪法草案自柯伊拉腊领导的七党联盟临时政府成立后受到王室和外国势力影响迟迟未能完成。同年8月25日，临时宪法起草委员会把一份未完成的临时宪法递交给了临时政府，指出其中未完成部分由尼泊尔共产党（毛主义）和临时政府谈判解决。11月8日，尼泊尔七党联盟与尼泊尔共产党（毛主义）就临时立法机构等问题达成了一揽子协议。2006年12月16日，临时政府和尼共（毛主义）就临时宪法内容达成一致。临时宪法草案包括26条169款以及5个宪法修正案。继2006年第二次人民运动之后，2007年（维克拉姆历2072年）1月15日正式颁布了临时宪法。

## 争议
新宪法的颁布之后，立即封锁了尼泊尔 - 印度边境的所有检查站。尼泊尔低地的各种维权人士和一些民族组织指责“宪法”对性别歧视，特别是在公民权方面。他们宣称新宪法使妇女比男子更难将公民身份传给子女。
同样，马德西人和土著居民认为，新宪法没有处理边缘化社区的要求，支持统治集团的现状。他们主要抗议宪法中提出的联邦划定新的国家的做法，担心现有的划界可能会影响其应有的政治权利。
美国人权观察组织批评尼泊尔政府在抗议期间侵犯抗议者的人权。此外，尼泊尔认为要保护国家免受印度移民的淹没，而印度宣称这是在歧视印度裔，尼泊尔的公民身份规则也存在争议。

## 延伸阅读
- BBC News. Why is Nepal's new constitution controversial?（页面存档备份，存于）. 19 September 2015.

## 链接
- Constitution of Nepal, 2015 (2072)
- Constituent Assembly of Nepal（页面存档备份，存于）
- The Centre for Constitutional Dialogue in Kathmandu has a wide range of news and other information about the constitution-drafting process, in English and Nepali.
- Theology at the heart of Nepal’s constitutional crisis - Lapido Media 26/05/2010
- Concept papers from the Constituent Assembly of Nepal
- Final Interim Constitution of Nepal, 2063 (2007)（页面存档备份，存于） in English and Nepali at worldstatesmen.org
- （尼泊爾文） Final Interim Constitution of Nepal, 2063 (2007) in Nepali at the Nepalese Supreme Court
- Constitution of the Kingdom of Nepal, 2047 (1990)
- "The Nepal Constitution of 1990: Preliminary Considerations" by Ellingson, T., Himalayan Research Bulletin, the University of Texas, Vol. XI, Nos. 1-3, 1991.